# Stanisław Krajewski
Stanisław Krajewski (qui a parfois fait usage des pseudonymes Abel Kainer, PlusMinus et Peter Kamil), né à Varsovie le 10 janvier 1950 , est un philosophe et mathématicien polonais, professeur à l'université de Varsovie, militant de la communauté juive de Pologne et du rapprochement judéo-chrétien.

## Biographie
Stanisław Krajewski est né à Varsovie dans une famille juive polonaise. Il est le fils du philosophe Władysław Krajewski (pl) (1919-2006), le  petit-fils du militant communiste Wladyslaw Stein-Krajewski (pl)  (1886-1937) et l'arrière-petit-fils d'Adolf Warski (pl) (1868-1937). À la fin de ses études à l'université de Varsovie, il prend part au début des années 1970 aux protestations contre la fusion des organisations étudiantes et de jeunesse au sein d'une structure inféodée au parti au pouvoir. Il ne peut pour cette raison être recruté à l'université de Varsovie ou à l'université Jagellonne de Cracovie et va travailler au centre universitaire de Białystok, dans l'Est du pays.
Après la création de Solidarność, il peut être recruté en 1981 par l'Institut de mathématiques de l'Académie polonaise des sciences (PAN). En 1997, il devient professeur (de sciences humaines) à l'université de Varsovie.
Orienté dans ses travaux académiques sur l'étude de la logique, il avait obtenu un doctorat de mathématiques puis une habilitation en philosophie.
Après 1989, il est un des fondateurs l'Association d'amitié polono-israélienne, du Conseil des chrétiens et des juifs de Pologne (dont il est le co-président depuis l'origine) et la Fondation pour le Forum juif dans lequel il a lancé le « service d'assistance juive.» De  1992 à 1998 il fait partie du comité exécutif du Conseil international des chrétiens et des juifs. De 1997 à 2005 il est au conseil d'administration de l'Union des communautés religieuses juives en Pologne. Depuis 2002, il préside la Cour d'arbitrage de la communauté juive de Varsovie. De 1991 à 2006, il siège au Conseil international d'Auschwitz avant d'être depuis 2008 membre du Conseil du Musée d'État d'Auschwitz-Birkenau. Il est membre de l'équipe de développement du Musée de l'Histoire des Juifs de Pologne à Varsovie.

## Récompenses
Stanisław Krajewski est notamment lauréat en 2014 du prix Stanisław Musiał.

## Œuvres

### Publications personnelles
Stanisław Krajewski est l'auteur de nombreux travaux dans les domaines de la logique et de la philosophie de la logique, de la philosophie des mathématiques, du dialogue interreligieux et de l'histoire des juifs de Pologne, notamment :
- 2011 : Czy matematyka jest nauką humanistyczną? (Les mathématiques sont-elles des sciences humaines) (Copernicus Center Press,  (ISBN 978-83-62259-13-7))
- 2010 : Nasza żydowskość (Notre judéïté) (Austeria,  (ISBN 978-83-61978-44-2))
- 2007 : Tajemnica Izraela a tajemnica Kościoła (Le Mystère d'Israël et le Mystère de l'Église) (Biblioteka "Więzi" (pl),  (ISBN 978-83-60356-39-5))
- 2005 : Poland and the Jews: reflections of a Polish Polish Jew (Austeria,  (ISBN 83-89129-22-1))
- 2004 : 54 komentarze do Tory dla nawet najmniej religijnych spośród nas (54 commentaires sur la Torah, même pour les moins religieux d'entre nous) (Austeria,  (ISBN 83-89129-02-7))
- 2003 : Twierdzenie Gödla i jego interpretacje filozoficzne: od mechanicyzmu do postmodernizmu (les théorèmes de Gödel et leur interprétation philosophique : du mécanicisme au postmodernisme (Instytut Filozofii i Socjologii PAN,  (ISBN 83-7388-017-8))
- 1997 : Żydzi, judaizm, Polska (Les juifs, le judaïsme et la Pologne) (Vocatio,  (ISBN 83-7146-073-2))

### Ouvrages collectifs
- 2012 : Studies in Logic, Grammar and Rhetoric 27 (40), 2012, Papers on Logic and Rationality: Festschrift in Honour of Andrzej Grzegorczyk (ed. par Kazimierz Trzęsicki, Stanisław Krajewski, Jan Woleński);  (ISBN 978-83-7431-346-9)
- 2009 : Abraham Joshua Heschel: Philosophy, Theology and Interreligious Dialogue, ed. par Stanisław Krajewski et Adam Lipszyc, (Harrassowitz Verlag, Wiesbaden;  (ISBN 978-3-447-05920-6))
- 2008 : Wspólna Radość Tory (La Joie partagée de la Torah), sous la direction de Stanisław Krajewski i Zbigniew Nosowski, (Varsovie: Polska Rada Chrześcijan i Żydów;   (ISBN 978-83-60356-66-1))
- 2007 : « Topics in Logic, Philosophy and Foundations of Mathematics and Computer Science ». In Recognition of Professor Andrzej Grzegorczyk, ed. par S. Krajewski, V.W. Marek, G. Mirkowska, A. Salwicki et J. Woleński, (Amsterdam: IOS;  (ISBN 978-1-58603-814-4))